# Tour de Lombardie 1905
La 1re édition du Tour de Lombardie a eu lieu le 12 novembre 1905 et a été remportée par l'Italien Giovanni Gerbi.

## Classement final
| Classement Classement général, | Classement Classement général, | Classement Classement général, | Classement Classement général, | Classement Classement général, |
|                                | Coureur                        | Pays                           | Équipe                         | Temps                          |
| ------------------------------ | ------------------------------ | ------------------------------ | ------------------------------ | ------------------------------ |
| 1er                            | Giovanni Gerbi                 | Italie                         | Maino                          | en + 9 h 13 min 52 s           |
| 2e                             | Giovanni Rossignoli            | Italie                         | Bianchi                        | + 40 min 11 s                  |
| 3e                             | Luigi Ganna                    | Italie                         | Rudge-Whitworth                | + 40 min 46 s                  |
| 4e                             | Carlo Galetti                  | Italie                         |                                | + 51 min 58 s                  |
| 5e                             | Carlo Mairani                  | Italie                         |                                | + 1 h 32 min 8 s               |
| 6e                             | Alfredo Jacorossi              | Italie                         | Rudge-Whitworth                | + 1 h 33 min 8 s               |
| 7e                             | Battista Danesi                | Italie                         |                                | + 1 h 33 min 8 s               |
| 8e                             | Andrea Massironi               | Italie                         | Rudge-Whitworth                | + 1 h 42 min 8 s               |
| 9e                             | Luigi Mori                     | Italie                         |                                | + 1 h 43 min 8 s               |
| 10e                            | Gualtiero Farina               | Italie                         | Bianchi                        | + 1 h 46 min 8 s               |
| 11e                            | Alfredo Tibiletti              | Italie                         |                                | + 2 h 40 min 8 s               |
| 12e                            | Mario Cazzaniga                | Italie                         | Tre Fucilli                    | + 2 h 40 min 8 s               |
| modifier                       |                                |                                |                                |                                |